# Böda socken
Böda socken på Ölands nordspets ingick i Åkerbo härad, ingår sedan 1974 i Borgholms kommun och motsvarar från 2016 Böda distrikt i Kalmar län.
Socknens areal är 107 kvadratkilometer, varav land 106,50. År 2000 fanns här 773 invånare. Fyren Långe Erik, småorten Böda samt kyrkbyn Kyrketorp med sockenkyrkan Böda kyrka ligger i socknen.

## Administrativ historik
Böda stenkyrkas äldsta delar är troligen uppförda i slutet av 1100-talet. Böda socken omtalas i en odaterad avskrift från omkring 1320 ('de Bødhum'), samt i Bödamissalet från första hälften av 1300-talet ('ecclesie Bødhe'). Äldsta daterade belägget härrör från 1346 ('in parochiis...Bødha').Den medeltida omfattningen av socknen är den samma som normsocknen från 1950, med undantag för byn Binnerbäck, som omkring 1649 överfördes från Böda till Högby socken. Byn Bocketorp har varit delad av sockengränsen mellan Böda och Högby socknar.
Vid kommunreformen 1862 övergick socknens ansvar för de kyrkliga frågorna till Böda församling och för de borgerliga frågorna till Böda landskommun. Denna senare uppgick 1952 i Ölands-Åkerbo landskommun och uppgick 1974 i Borgholms kommun. Församlingen uppgick 2010 i Nordölands församling.
1 januari 2016 inrättades distriktet Böda, med samma omfattning som församlingen hade 1999/2000.
Socknen har tillhört samma fögderier och domsagor som Åkerbo härad. De indelta båtsmännen tillhörde 1:a Ölands båtsmankompani.

## Geografi
Böda socken utgör nordligaste delen av Öland. Socknen är skogbevuxen sandig slättbygd.

## Fornminnen
Flera gravrösen från bronsåldern och ett tiotal järnåldersgravfält kända. En runristning i kyrkan har omtalats.

## Namnet
skNamnet (1283 Bödhum), taget från kyrkbyn.. Det har framförts tanken att det går tillbaka på ett fornsvenskt ord *bøþ, med paralleller i fornhögtyskans gibuida 'boning, boplats, uppehållsort'. Det skulle dåvara fråga om en avledning till ordet bo med suffixet -iþo. Böda-namnets bettydelse skulle då vara 'bygd'.

## Befolkningsutveckling
| Befolkningsutvecklingen i Böda socken 1750–1990                                                         | Befolkningsutvecklingen i Böda socken 1750–1990 | Befolkningsutvecklingen i Böda socken 1750–1990 | Befolkningsutvecklingen i Böda socken 1750–1990 | Befolkningsutvecklingen i Böda socken 1750–1990 |
| --- | ----------------------------------------------- | ----------------------------------------------- | ----------------------------------------------- | ----------------------------------------------- |
| |                                                 |                                                 |                                                 |                                                 |
| År |                                                 |                                                 | Folkmängd                                       |                                                 |
| 1750 | 1750                                            |                                                 | 716                                             |                                                 |
| 1760 | 1760                                            |                                                 | 797                                             |                                                 |
| 1769 | 1769                                            |                                                 | 891                                             |                                                 |
| 1780 | 1780                                            |                                                 | 877                                             |                                                 |
| 1790 | 1790                                            |                                                 | 947                                             |                                                 |
| 1800 | 1800                                            |                                                 | 1 074                                           |                                                 |
| 1810 | 1810                                            |                                                 | 1 218                                           |                                                 |
| 1820 | 1820                                            |                                                 | 1 452                                           |                                                 |
| 1830 | 1830                                            |                                                 | 1 636                                           |                                                 |
| 1840 | 1840                                            |                                                 | 1 857                                           |                                                 |
| 1850 | 1850                                            |                                                 | 2 091                                           |                                                 |
| 1860 | 1860                                            |                                                 | 2 080                                           |                                                 |
| 1870 | 1870                                            |                                                 | 2 016                                           |                                                 |
| 1880 | 1880                                            |                                                 | 2 194                                           |                                                 |
| 1890 | 1890                                            |                                                 | 2 047                                           |                                                 |
| 1900 | 1900                                            |                                                 | 1 709                                           |                                                 |
| 1910 | 1910                                            |                                                 | 1 629                                           |                                                 |
| 1920 | 1920                                            |                                                 | 1 577                                           |                                                 |
| 1930 | 1930                                            |                                                 | 1 515                                           |                                                 |
| 1940 | 1940                                            |                                                 | 1 533                                           |                                                 |
| 1950 | 1950                                            |                                                 | 1 551                                           |                                                 |
| 1960 | 1960                                            |                                                 | 1 327                                           |                                                 |
| 1970 | 1970                                            |                                                 | 1 084                                           |                                                 |
| 1980 | 1980                                            |                                                 | 955                                             |                                                 |
| 1990 | 1990                                            |                                                 | 946                                             |                                                 |
| Anm: Källor: Umeå universitet - Tabellverket 1749-1859, Demografiska databasen, CEDAR, Umeå universitet |                                                 |                                                 |                                                 |                                                 |

### Fotnoter[11]
1. 1 2 3  Svensk Uppslagsbok andra upplagan 1947–1955: Böda socken
2. 1 2  Harlén, Hans; Harlén Eivy (2003). Sverige från A till Ö: geografisk-historisk uppslagsbok. Stockholm: Kommentus. Libris 9337075. ISBN 91-7345-139-8
3. ↑  Det medeltida Sverige 4:3 Öland
4. ↑  ”Församlingar”. Statistiska centralbyrån. https://www.scb.se/hitta-statistik/regional-statistik-och-kartor/regionala-indelningar/forsamlingar/. Läst 30 december 2022.
5. ↑  Administrativ historik för Böda socken (Klicka på församlingsposten). Källa: Nationella arkivdatabasen, Riksarkivet.
6. 1 2  Sjögren, Otto (1931). Sverige geografisk beskrivning del 2 Östergötlands, Jönköpings, Kronobergs, Kalmar och Gotlands län. Stockholm: Wahlström & Widstrand. Libris 9939
7. 1 2 3  Nationalencyklopedin
8. ↑  Fornlämningar, Statens historiska museum: Böda socken
9. ↑  Fornminnesregistret, Riksantikvarieämbetet: Böda socken Fornminnen i socknen erhålls på kartan genom att skriva in sockennamn (utan "socken") i "Ange geografiskt område"
10. ↑  Vikstrand, Per (2022). Öländska ortnamn och öländsk landskapshistoria. sid. ss29–30
11. ↑  Vikstand, Per (2022). Öländska ortnamn och öländsk landskapshistoria. sid. ss.29–30